# La Granja (Spanyolország)
La Granja település Spanyolországban, Cáceres tartományban. La Granja Aldeanueva del Camino, Segura de Toro, Casas del Monte, Zarza de Granadilla és Abadía községekkel határos. Lakosainak száma 313 fő (2024).

## Népesség
A település népessége az elmúlt években az alábbi módon változott:
| Lakosok száma | 408  | 354  | 378  | 361  | 364  | 359  | 352  | 328  | 318  | 313  |
|               | 2001 | 2004 | 2006 | 2009 | 2011 | 2014 | 2016 | 2019 | 2021 | 2024 |